# Chionaema rhodostriata
Chionaema rhodostriata är en fjärilsart som beskrevs av George Francis Hampson 1914. Chionaema rhodostriata ingår i släktet Chionaema och familjen björnspinnare. Inga underarter finns listade i Catalogue of Life.